# Джо Юсько
Джо Юсько (англ. Joe Jusko; [ˈdʒʌskoʊ]; нар. 1 вересня 1959) — американський художник українського походження, відомий своїми реалістичними, дуже деталізованими фентезі, пін-апами та ілюстраціями на обкладинках, переважно в індустрії коміксів. Юсько намалював колекційні картки Marvel Masterpieces 1992 року, популярність яких поклала початок буму мальованих колекційних карток у 1990-х роках.

## Раннє життя
Народився в Нижньому Іст-Сайді на Мангеттені та виріс у Нью-Йорку, син будівельника та домогосподарки, Юсько навчався у Вищій школі мистецтва та дизайну, де серед його викладачів був Бернард Кріґштайн. Він закінчив у 1977 році, отримавши премію DC Comics Award of Excellence in Cartooning.

## Кар'єра

### Комікси
Після закінчення навчання Джаско п'ять місяців працював асистентом у Говарда Чайкіна, що призвело до того, що Юсько продав свою першу обкладинку для журналу Heavy Metal у віці 18 років. Відмовившись від коледжу, Юсько відразу зайнявся комерційною ілюстрацією.
Юсько працював майже для кожного великого видавництва коміксів, створюючи сотні зображень як для обкладинок, так і для інтер'єрів. На додаток до його довгої роботи одним з головних художників обкладинок для «Дикого меча Конана», Юсько намалював усіх основних персонажів Marvel Comics, включаючи Галка та Карателя.
Юсько також створив обкладинки та інтер'єр для багатьох інших коміксів і персонажів, зокрема DC Comics, Crusade Comics, Innovation Comics, Harris Comics, Wildstorm Comics, Top Cow Productions і Byron Preiss Visual Publications.
Окрім набору колекційних карток «Шедеври Marvel» 1992 року, Юсько намалював колекційні картки «Мистецтво Едгара Райса Берроуза» 1995 року. Його робота представлена в наборі карток 1996 року Fleer Ultra X-Men Wolverine Cards, 2016 Marvel Masterpieces, а також наборах колекційних карток Конана Варвара та Вампірелли.
Юсько створив збірку «Мистецтво Джо Юсько» (Desperado Publishing, 2009), а також графічну адаптацію роману Стіва Найлза про надприродне детектива Кела Макдональда.
До свого 25-річчя Upper Deck анонсувала нову серію Marvel Masterpiece. Заплановано на кінець цього року, Юсько, як і оригінал, завершив створення всіх нових 135 зображень базових карток (серія базових карток 1992 року містила 100 карток).
Юсько також створив розкадровки для рекламних агентств, для таких відомих клієнтів, як Всесвітня федерація боротьби (WWW). E 1991 році Юсько створив рекламні плакати WrestleMania VII.
У 2016 році Юсько надав інтер'єрні ілюстрації для рольової гри Conan: Adventures in an Age Undreamed Of для Modiphius Entertainment.
У квітні 2022 року Юсько був одним із понад трьох десятків творців коміксів, які зробили внесок у благодійну антологію Operation USA «Комікси для України: Насіння соняшника» (Comics for Ukraine: Sunflower Seeds), проект, очолюваний редактором Скоттом Данбіром, чиї прибутки будуть передані на надання допомоги українським біженцям у результаті російського вторгнення в Україну в лютому 2022 року. Юсько, який приєднався до проєкту на другому тижні, створив художнє оформлення титульної сторінки книжки, прокоментувавши: «Як американець українського походження в третьому поколінні, чия бабуся була стерта під час Другої світової війни, я маю честь зробити свій внесок у цю найважливішу справу».

### Офіцер поліції Нью-Йорка
У якийсь момент своєї кар'єри Юсько «розчарувався у відсутності роботи… і став поліцейським [Нью-Йорка]. Через кілька років я зрозумів, що мистецтво — це моя головна пристрасть, і повернувся до нього назавжди. На щастя, другий раз був чарівним, і моя кар'єра пішла вгору». Після терористичних атак 11 вересня 2001 року Юсько створив літографію «Поліція та пожежна Герої 11 вересня», усі кошти від якої пішли до фонду вдів та сиріт поліції та пожежної служби Нью-Йорка.

## Нагороди
Юсько виграв нагороду Fan Award від Comics Buyer's Guide як улюблений художник у 1992 та 1993 роках, а також премію Wizard Fan Award як улюблений художник у 1993 та 1994 роках. Його повністю намальований графічний роман Tomb Raider: The Greatest Treasure of All отримав почесну грамоту від Товариства ілюстраторів (яке прийняло Юско як члена в 2007 році).